# Jacqueline Baudot
Jacqueline Baudot, coniugata Boisson (...), è un'ex schermitrice francese, vincitrice di due medaglie d'oro, una d'argento e due di bronzo ai campionati mondiali di scherma.